# Conodon macrops
Conodon macrops és una espècie de peix pertanyent a la família dels hemúlids.

## Descripció
- Pot arribar a fer 30 cm de llargària màxima (normalment, en fa 25).[4][5]

## Hàbitat
És un peix marí, bentopelàgic i de clima tropical.

## Distribució geogràfica
Es troba al Pacífic sud-oriental: des de Colòmbia fins al Perú.

## Observacions
És inofensiu per als humans.